# Port lotniczy Salamanka-Matacán
Port lotniczy Salamanka-Matacán (hiszp. Aeropuerto de Salamanka-Matacán, kod IATA: SLM, kod ICAO: LESA) – lotnisko znajdujące się w bazie wojskowej w Matacán, 15 km od Salamanki. Port lotniczy oficjalnie zaczął funkcjonować w 2005 r., kiedy w Salamance odbył się Szczyt Iberoamerykański. W październiku 2008 roku lotnisko otrzymało Międzynarodowy Certyfikat Jakości (ISO-9001).

## Infrastruktura
- Droga startowa o długości 2513 m
- 1 terminal pasażerski w tym 4 stanowiska do odprawy (check-in)
- 114 miejsc parkingowych dla samochodów (w tym możliwość wynajęcia 4 samochodów osobowych oraz 4 samochodów dla osób niepełnosprawnych)
- Postój taxi i autobusów

## Linie lotnicze i połączenia
| Linia Lotnicza | Kierunek                       |
| -------------- | ------------------------------ |
| Volotea        | Sezonowo: 1. Palma de Mallorca |